# Реал Монаркс
ФК «Реал Монаркс» (англ. Real Monarchs SLC) — американський футбольний клуб зі Санді, Юта, заснований у 2014 році. Виступає в USL. Домашні матчі приймає на стадіоні «Зіонс Банк Стедіум», місткістю 5 000 глядачів.
Створений як фарм-клуб «Реал Солт-Лейк» і почав виступати у Західній конференції Чемпіонату USL. З сезону 2022 року приєднався до новоствореного чемпіонату для резервних команд MLS Next Pro.

## Досягнення
- USL (Регулярний сезон)
  - Чемпіон: 2017
- Західна конференція USL
  - Чемпіон: 2017.